# レオナルド・ボフ

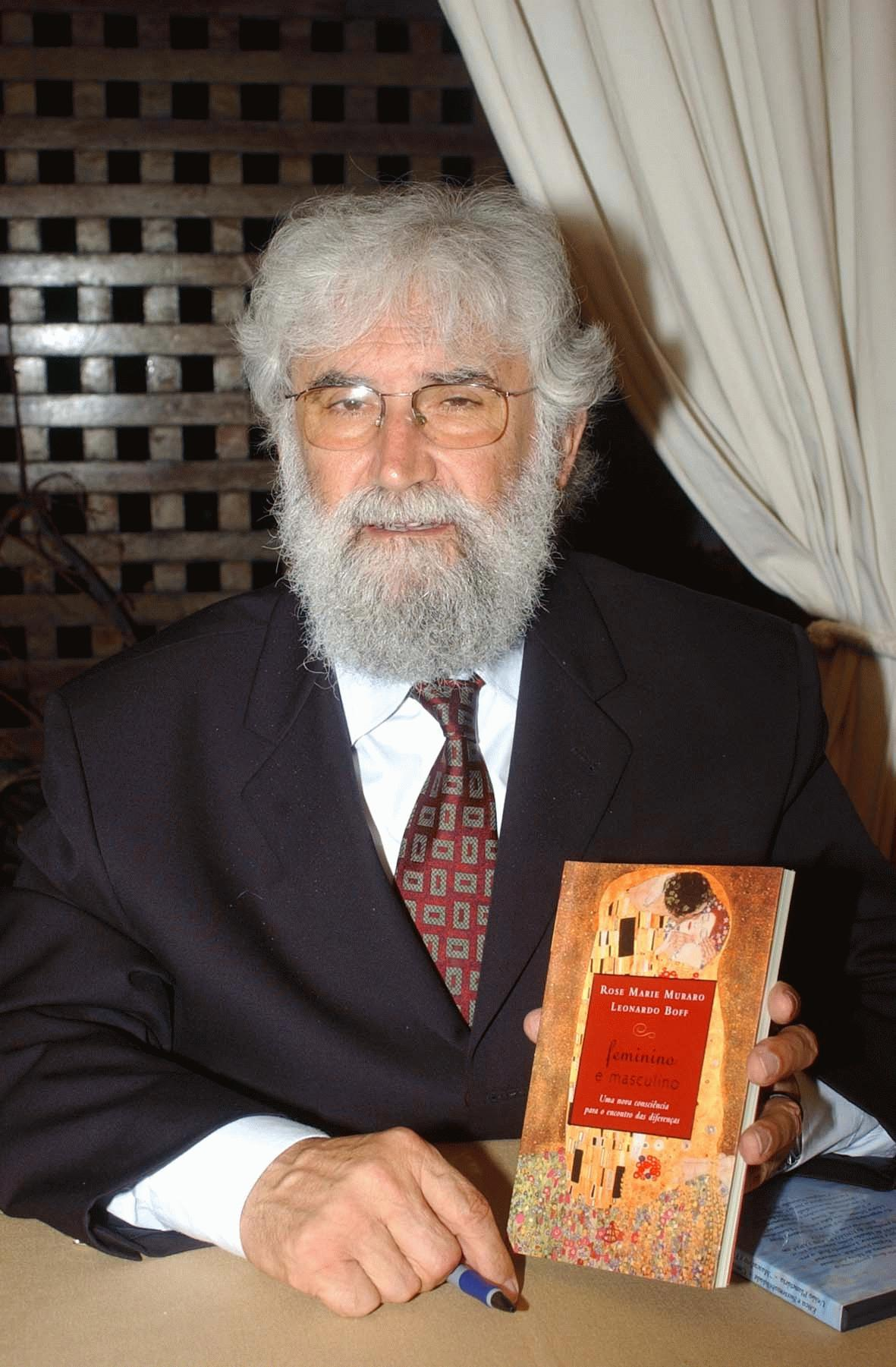
レオナルド・ボフ教授

レオナルド・ボフ (Leonardo Boff) ことジェネジオ・ダルシ・ボフ (Genésio Darci Boff, 1938年12月14日 - ) は、ブラジル出身の神学者・哲学者・作家。元カトリック司祭。貧困層や排除された人たちを支援する活動家としても知られている。
2007年現在リオデジャネイロ州立大学 (UERJ) に倫理学、宗教哲学、環境の名誉教授として在職。

## 司祭として
ボフは1959年にフランシスコ会に入会、1964年に司祭叙階された。
ボフはその後1970年までミュンヘン大学で神学と哲学の博士号を得るために学んだ。ボフの博士論文のテーマは、教会がどうすればこの世の世界での聖なる神の徴、また被抑圧階層の解放のプロセスとなりうるか、であった。ボフはこの時にドイツ語で "Die Kirche als Sakrament im Horizont der Welterfahrung" と題した論文を刊行した。

## 解放の神学
ボフはグスタボ・グティエレスと共に初期の解放の神学者で最も知られた存在となった。彼は惨めさと周辺化に対する憤りを信仰による約束の言説でつなごうとした解放の神学に至る最初の思考を持った内の1人である。彼は過去の左派政権の支持のみならず、同性愛者への支持にもよりカトリック教会（特にバチカン）から議論の対象となる人物としての扱いを受けている。
彼は常に人権の擁護者として新しいラテンアメリカの「尊厳を保ち生きる権利と方法」への展望を形作るのを助けた。解放の神学者の働きはブラジルとラテンアメリカの貧しいカトリック信徒による100万以上の教会基礎共同体 ("Comunidades Eclesiais de Base", CEBs) の結成を助けた。この運動とボフは抑圧された共同体で活動する中でカトリック教会の社会的、経済的な秩序における役割を批判するものとなった。ボフは第2バチカン公会議文書の教会憲章（"諸国民の光"）の1章8節を引いて自らの著作の正当性を主張した。

## 政治的観点
彼は現在非宗教権力のジョージ・W・ブッシュとアリエル・シャロンのリーダーシップが「テロ国家の原理主義者」のものと似通っていると批判する。

ボフはウェブサイト「コムニタ・イタリアーナ」(Comunità Italiana) のインタビュー (2001年11月) で米国で起きた9・11について、
「私には、9月11日のテロリストの攻撃は新しい人道主義と世界のモデルへの転換点であった。標的となった建物は『新しい世界文明は（世界貿易センターに象徴されるような）経済支配によって建設されるものではなく、（ペンタゴンなど）死の機械によるものでもなく、（標的から逸れたホワイトハウスなど）傲慢な政治や排除の実施者によるものではない』というメッセージとなった。私には、資本によるシステムと文化は失墜し始めた。それらはあまりにも破壊的だ。」
と述べた。

## 教会権力からの追放
ローマ・カトリック教会の当局は、教会の指導性への彼の批判を歓迎しなかった。彼らはボフの人権アドボカシーを「全てを政治化している」とし、彼をマルクス主義であると決め付けた。1985年教理省は長官ヨーゼフ・ラッツィンガー枢機卿（現在のベネディクト16世）の指示によりボフがその著書『教会、カリスマと権力』に関して語ることを禁じた。
ボフは1992年に再びローマからリオデジャネイロで開かれた Eco '92 地球サミットへの参加を阻止するために黙らされた。そしてフランシスコ会から離れ、司祭職からも離れた。 
彼の人生の大半はブラジルの学術界での神学、倫理、哲学の教授の仕事である。ハイデルベルク大学、ハーバード大学、サラマンカ大学、リスボン大学、バルセロナ大学、ルンド大学、ルーヴァン・カトリック大学、パリ大学、オスロ大学、トリノ大学など海外でも教鞭を揮った。
ボフは 100 以上の著作があり、世界の主な言語に訳されている。

## 名誉
ボフはトリノ大学から政治学、ルンド大学から神学の名誉博士号を得た。ブラジルと世界の弱く、圧迫され、置去りにされた人々の人権に関する闘いにより、数々の賞も受賞している。2001年ボフはスウェーデン議会においてライト・ライブリフッド賞を受賞した。

## 著書
- 石井健吾 訳『アシジの貧者・解放の神学』エンデルレ書店 1985年9月 ISBN 978-4754402211
- 石井健吾 伊能哲大 訳『教会、カリスマと権力』エンデルレ書店 1987年12月 ISBN 978-4754400071
- 山田経三 訳『主の祈り』教文館 1991年8月10日 ISBN 978-4764262744
- クロドビス・ボフ 共著 大倉一郎 高橋弘 訳『入門 解放の神学』新教出版社 1999年8月 ISBN 978-4400320456